# Sieghard Brandstäter
Sieghard Max Gottfried Brandstäter (* 4. November 1933 in Ballupönen, Kreis Tilsit-Ragnit; † 22. August 1997 in Rostock) war ein deutscher Ingenieur und Hochschullehrer, der sich auf den Bereich des Schiffsmaschinenbaus und die Fertigungsprozessgestaltung spezialisiert hatte.

## Leben
Sieghard Brandstäter wurde als Sohn von Max Brandstäter, einem Bauern, und dessen Frau Meta, einer Bäuerin, geboren.
Nach dem Besuch der Schule legte er 1952 in Thale im Harz sein Abitur ab. Im Anschluss daran begann er ein Studium des Schiffsmaschinenbaus an der Universität Rostock, das er 1957 mit dem Diplom als Ingenieur (Dipl.-Ing.) abschloss.
Nach seinem Studium arbeitete er von 1958 bis 1960 als Technologe (siehe Arbeitsvorbereitung) im Dieselmotorenwerk Rostock. 1961 kehrte er an die Universität Rostock zurück, wo er zunächst als wissenschaftlicher Assistent und später als Oberassistent tätig war. In diesem Zeitraum engagierte er sich intensiv in Forschung und Lehre.
Im Jahr 1979 wurde er zum ordentlichen Professor für Fertigungsprozessgestaltung an der Hochschule für Seefahrt Warnemünde/Wustrow berufen, die 1990 in die Universität Rostock eingegliedert wurde. Während seiner Zeit an dieser Institution prägte er die Ausbildung künftiger Ingenieure und trug zur Weiterentwicklung der maritimen Technologien bei.
Sieghard Brandstäter promovierte 1966 zum Doktor der Wirtschaftswissenschaften (Dr. rer. oec.) an der Universität Rostock mit einer Dissertation, die sich mit der normativen und kennziffernbasierten Entwicklung zur optimalen Planung der Reparatur von Schiffsdieselmotoren in der DDR beschäftigte. 1977 habilitierte er sich zum Doktor der Wissenschaften (Dr. sc. oec.) im Bereich Technologie des Maschinenbaus. Seine Habilitationsschrift trug den Titel Anforderungen an die technologische Fertigungsvorbereitung in der metallverarbeitenden Industrie und Bedingungen für ihre Entwicklung, untersucht am Beispiel des Industriezweiges Schiffbau.
Neben seiner Forschung war Brandstäter auch aktiv in der akademischen Selbstverwaltung. Er hatte verschiedene Führungspositionen inne, darunter stellvertretender Sektionsdirektor sowie Sektionsdirektor von 1990 bis 1991. Zudem war er von 1991 bis 1992 stellvertretender Fachbereichssprecher und fungierte als Prorektor für Forschung an der Hochschule für Seefahrt Warnemünde-Wustrow.
1992 trat er in den Ruhestand.

## Schriften (Auswahl)
- Normativ- und Kennziffernentwicklung als Grundlage für die optimale Planung der Reparatur von Schiffsdieselmotoren in der DDR. 1966.
- Anforderungen an die technologische Fertigungsvorbereitung in der metallverarbeitenden Industrie und Bedingungen für ihre Entwicklung, untersucht am Beispiel des Industriezweiges Schiffbau. 1977.